# Erika von Mutius
Erika von Mutius (* 14. Mai 1957 in Bonn) ist eine deutsche Kinderärztin und Allergologin, die unter anderem am Helmholtz Zentrum München und der Ludwig-Maximilians-Universität München forscht. Zu ihren Forschungsschwerpunkten gehören Kinderheilkunde, Kinderpneumologie, Allergologie und Epidemiologie.

## Familie
Ihre Eltern waren Franz von Mutius und Hanna Elisabeth von Mutius, geborene Gazert. Ihr Vater war Verwaltungsjurist und entstammte dem ursprünglich schlesischen Adelsgeschlecht Mutius, ihre Mutter stammte aus einer in Partenkirchen ansässigen Ärztefamilie norddeutschen Ursprungs. Ihr Großvater mütterlicherseits war der deutsche Expeditionsarzt und Sanitätsrat Hans Gazert; dessen Vater war der aus einer Lüneburger Kaufmannsfamilie stammende Medizinalrat Ludolph Friedrich Gazert.

## Studium und Karriere
Erika von Mutius studierte von 1976 bis 1984 Humanmedizin an der Ludwig-Maximilians-Universität München. Von 1984 bis 1992 erfolgte eine Ausbildung zum Facharzt für Pädiatrie am Dr. von Haunerschen Kinderspital der Ludwig-Maximilians-Universität München mit Durchlaufen aller allgemeinpädiatrischen Stationen, der neonatologischen Intensivstation, der pädiatrischen Intensivstation und der kinderchirurgischen Ambulanz. Im Juli 1992 legte sie die Facharztprüfung für Pädiatrie ab.
Sie war Oberärztin am Haunersches Kinderspital und habilitierte sich 1998. Seit 2000 leitet sie dort die Abteilung Allergie und Asthma. 2004 wurde sie als Professorin für Pädiatrie an die Universität München berufen. 2017 übernahm sie die Leitung des neuen Instituts für Asthma- und Allergieforschung am Helmholtz Zentrum München.

## Forschung
Für ihre grundlegenden Erkenntnisse über die Ursachen von Lungenerkrankungen im Kindesalter – insbesondere epidemiologische Studien zu allergischem Asthma – wurde sie 2013 mit dem Gottfried Wilhelm Leibniz-Preis ausgezeichnet.
Sie gehört zu den ersten Allergieforschern, die nach der Wende 1989/90 herausfanden, dass es in der DDR trotz der schlechteren Umweltbedingungen durch die Luftverschmutzung anteilmäßig nur etwa halb so viele Allergien gab wie in der Bundesrepublik. Nach der Wende glich sich das Niveau innerhalb weniger Jahre an. Erika von Mutius vermutet, dass die Kinder durch ihre Tagesbetreuung in Krippen mehr Kontakt mit anderen Kindern hatten. Sie konnte in vergleichenden Studien zeigen, dass trotz höherer Luftverschmutzung in Leipzig im Vergleich zu München das Asthmarisiko bei Kindern nicht höher war. Sie fand auch, dass Kinder die auf dem Land und in Kontakt mit Tieren aufwachsen, ein geringeres Allergierisiko haben.

## Auszeichnungen und Ehrungen (Auswahl)
- 1996: Award of the European Respiratory Society for Paediatric Respiratory Research in Europe
- 1999: Elliot Ellis Lectureship beim American Academy of Allergy, Asthma and Immunology Annual Meeting
- 2004: Robert-Sauer-Preis der Bayerischen Akademie der Wissenschaften[6]
- 2008: Europa-Medaille der Bayerischen Staatskanzlei
- 2010: Ehrendoktorwürde der Universität Helsinki
- 2013: Gottfried Wilhelm Leibniz-Preis
- 2013: Verdienstkreuz am Bande der Bundesrepublik Deutschland
- 2019: Balzan-Preis für die Pathophysiologie der Atmung (gemeinsam mit Klaus Rabe, Werner Seeger und Tobias Welte vom Deutschen Zentrum für Lungenforschung)[7]
- 2023: Bayerischer Maximiliansorden für Wissenschaft und Kunst

## Mitgliedschaften (Auswahl)
- 2014: Mitglied der Leopoldina[8]
- 2016: Mitglied der Academia Europaea[9]
- 2025: Mitglied der Bayerischen Akademie der Wissenschaften
- European Respiratory Society (ERS)
- European Academy of Allergy and Clinical Immunology (EAACI)

## Herausgeberschaften
Sie ist im Editorial Board des New England Journal of Medicine und war Herausgeberin des Journal of Allergy and Clinical Immunology und des European Respiratory Journals.